# Phialacanthus
Phialacanthus är ett släkte av akantusväxter. Phialacanthus ingår i familjen akantusväxter.
Kladogram enligt Catalogue of Life:
| Phialacanthus | \| \| Phialacanthus major \| \| \| \| \| \| Phialacanthus minor \| \| \| \| \| \| Phialacanthus pauper \| \| \| \| \| \| Phialacanthus wrayi \| \| \| \| |
|               | \| \| Phialacanthus major \| \| \| \| \| \| Phialacanthus minor \| \| \| \| \| \| Phialacanthus pauper \| \| \| \| \| \| Phialacanthus wrayi \| \| \| \| |
|               | Phialacanthus major |
|               | |
|               | Phialacanthus minor |
|               | |
|               | Phialacanthus pauper |
|               | |
|               | Phialacanthus wrayi |
|               | |